# 루카 레체리니
루카 레체리니(이탈리아어: Luca Lezzerini, 1995년 3월 24일 ~ )는 이탈리아의 축구 선수이다. 현재 세리에 B의 브레시아 칼초에서 골키퍼로 뛰고 있다.